# Château de Magny-lès-Aubigny
 (avril 2023).
- Si vous ne connaissez pas le sujet, laissez ce bandeau (vous pouvez alors contacter les auteurs).
- Si vous supprimez le contenu mis en cause (vous pouvez préalablement contacter les auteurs),

argumentez précisément cette suppression dans la page de discussion
(un manque de référence n'est pas un argument ; une recherche réelle de référence doit avoir été effectuée, être formellement documentée).
Le château de Magny-lès-Aubigny est un château du XVIIIe siècle situé à Magny-lès-Aubigny (Côte-dOr) en Bourgogne-Franche-Comté.

## Localisation
Le château se trouve à l'extrémité nord du village.

## Historique
Reconstruit au XVIe siècle, il passe en dot de mariage au XVIIe siècle à la famille de Gigord qui le possède toujours
.
L'actuel château date du milieu du XVIIIe siècle.

## Architecture
Edifié à l'emplacement d'un édifice des XIe ou XIIe siècle le château actuel est de facture classique. Entouré d'un parc de cinq hectares, il possède de beaux communs en brique. Le tilleul du parc, planté au temps de Sully, est classé au patrimoine des arbres remarquables de France.
Les façades et les toitures sont inscrites aux monuments historiques par arrêté du 24 juin 1976 .

## Mobilier
L'escalier intérieur avec sa rampe en fer forgé, le salon au rez-de-chaussée et sa décoration sont inscrits aux monuments historiques. Dans l’un des salons, une cheminée à l’ancienne a conservé tout son mécanisme[réf. nécessaire].